# Filip Zawada

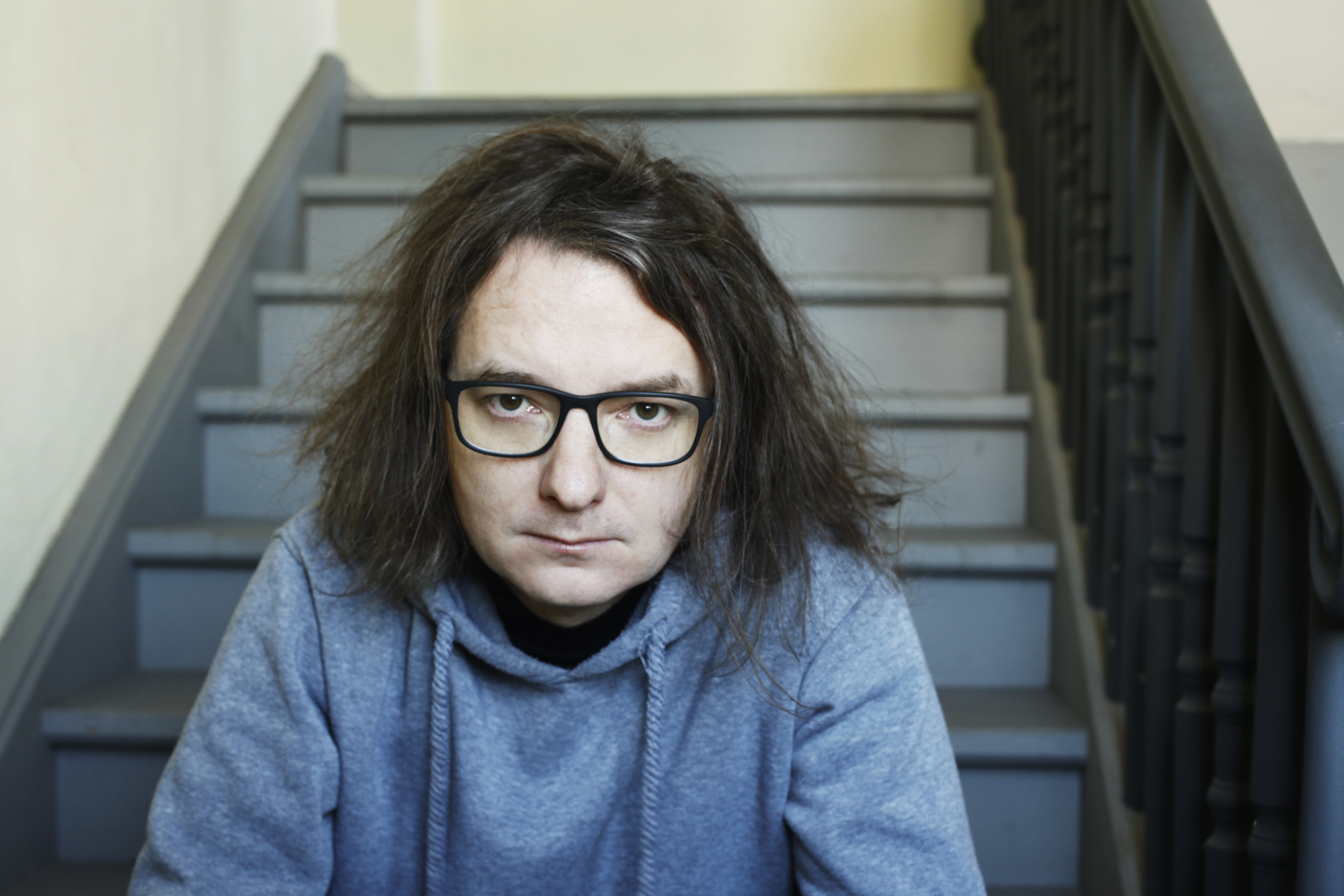
Filip Zawada

Filip Zawada (* 7. Juli 1975 in Breslau) ist ein polnischer Dichter, Musiker (Bassist) und Fotograf.

## Leben
Zawada studierte Chemie an der Technischen Universität Breslau, Kulturwissenschaft an der Universität Breslau und Fotografie an der Schlesischen Universität Opava.
Seit 1997 arbeitet er im Ośrodek Postaw Twórczych in Breslau.
Von 2002 bis 2007 war Zawada Bassist der Gruppe Pustki, mit denen er zwei Alben veröffentlichte. 2009 gründete er mit Pete Levy die Band Indigo Tree. Im Oktober 2009 veröffentlichten sie ihr Debütalbum Lullabies of Life and Death, das fast ausschließlich positiv von der Presse aufgenommen wurde. 2010 folgte das zweite Album Blanik.

## Werke

### Dichtung
- System jedynkowy, 1997
- Bóg Aldehyd, 1999
- Snajper, 2004
- Świetne sowy, 2013
- Trzy ścieżki nad jedną rzeką sumują się, 2014 (nominiert für den Breslauer Lyrikpreis Silesius 2015)[4]
- 100 wierszy polskich stosownej długości, 2015

### Prosa
- Psy pociągowe, 2011 (nominiert für die Nagroda Literacka Gdynia 2012)[5]
- Pod słońce było, 2014 (nominiert für die Nagroda Literacka Gdynia 2015)[6]
- Sposoby na zaśnięcie we współczesnych wierszach i ilustracjach dla dzieci, 2015

## Diskografie

### AGD
- Echolokator, 2000

### Pustki
- 8 Ohm, 2004
- DO MI NO, 2006

### Indigo Tree
- Lullabies of Life and Death, 2009
- Blanik, 2010